# Schönefeld
Schönefeld  est une commune du Brandebourg (Allemagne), située dans l'arrondissement de Dahme-Forêt-de-Spree. Elle abrite l'aéroport de Berlin-Schönefeld qui, après extension, est devenu l'aéroport Willy-Brandt de Berlin-Brandebourg.

## Personnalités liées à la ville
- Rosemarie Clausen (1907-1990), photographe née à Großziethen.
- Rudi Dutschke (1940-1979), homme politique né à Schönefeld.